# Peter Shumlin
Peter Shumlin, född 24 mars 1956 i Brattleboro, Vermont, är en amerikansk demokratisk politiker. Han var guvernör i Vermont mellan 2011 och 2017.
Shumlin utexaminerades 1979 från Wesleyan University. Han har varit verksam inom familjeföretaget Putney Student Travel och har en lång karriär inom delstatspolitiken bakom sig.
Shumlin besegrade republikanen Brian Dubie i guvernörsvalet 2010.